# Bjørn Aage Ibsen
Bjørn Aage Ibsen (30 de agosto de 1915 - 7 de agosto de 2007) fue un anestesista danés y uno de los fundadores de la medicina intensiva.

## Biografía
Se graduó en 1940 de la Escuela de Medicina de la Universidad de Copenhague, se especializó en anestesiología de 1949 a 1950 en el Hospital General de Massachusetts en Boston. Estuvo involucrado en el brote de poliomielitis que azotó Dinamarca, con 2722 personas desarrollando la enfermedad por un período de seis meses, 316 de los cuales sufrió parálisis respiratoria.
En 1953, Ibsen montó la que sería la primera unidad de terapia intensiva del mundo en una sala del curso de enfermería del Kommunehospitalet (Hospital Municipal) en Copenhague, y desarrolló uno de los primeros centros de tratamiento del tétanos con relajantes musculares y ventilación controlada. En 1954 Ibsen fue elegido como director del Departamento de Anestesiología de aquella institución. En aquel tiempo redactó (junto con Tone Dahl Kvittingen) el primer libro sobre unidades de terapia intensiva en la medicina nórdica, libro que fue publicado el 18 de septiembre de 1958: Arbejdet på en Anæsthesiologisk Observationsafdeling (Trabajar en la Unidad de Observación de Anestesiología).